# Confalón
El confalón o gonfalón (del italiano antiguo confalone y antes de gonfanon) es una bandera más ancha que larga, a veces terminada en una o dos puntas, o con varias serpentinas, y suspendida de un travesaño. Fue adoptado originalmente por las comunas medievales italianas y, más tarde, por los gremios, corporaciones y distritos locales. Debido a este uso, los encuentros de una comunidad o vecindario local de Florencia, originalmente llamados gonfaloni, cedieron finalmente su nombre a este tipo de banderas o estandartes.
Puede ser diseñado como una insignia o escudo de armas, u ornamentarse con un diseño vistoso. Actualmente cada comuna italiana tiene un confalón luciendo su escudo de armas.
El confalón ha sido usado desde hace mucho tiempo en ceremonias eclesiásticas y procesiones. El umbráculo (ombrellino), un símbolo papal, es llamado a menudo gonfalone por los italianos debido a que suele representarse sobre uno.

## Uso religioso
Los confalones tuvieron gran importancia como objetos religiosos cristianos en Europa durante la Edad Media, especialmente en el centro de Italia. Estos objetos religiosos consistían en una tela, normalmente de lona pero ocasionalmente de seda, sujeta por un marco de madera con forma de T por detrás, y con un asta larga para sostener el estandarte durante las ceremonias y procesiones. Los estandartes eran pintados con témpera u óleo, a veces por las dos caras. Las imágenes elegidas eran las de los santos patrones de las ciudades, villas, confraternidades o gremios, la Virgen con el Niño, Jesucristo, Dios Padre, santos y la Virgen María como Reina del Cielo, Mediatrix, Theotokos o Virgen de la Merced. Dado que estos estandartes solían estar relacionados con un grupo particular, podían aparecer en ellos iconografías muy inusuales y específicas.
Estos confalones eran a menudo encargados y guardados por confraternidades, grupos religiosos legos que se reunían con fines devotos, como el canto de himnos (laudae), la realización de obras de caridad o flagelaciones. Los estandartes podían mostrarse sobre un muro del oratorio o guardarse hasta que se necesitaban para su uso principal, las procesiones religiosas. Durante estas procesiones, el estandarte era llevado sobre su asta por un miembro de la confraternidad. Este acto devoto de llevar el confalón en procesión era considerado un acto de culto sagrado, y se esperaba lograr con él el favor divino de Dios, Jesús, María y los santos representados en el estandarte. Entre los siglos XIII y XVI se produjeron confalones de plagas que se llevaban en procesión como medio de rogar la intercesión divina y así evitar o curar dicha plaga.